# کارلوس ولاسکو کاربایو
 کارلوس ولاسکو کاربایو  (به اسپانیایی: Carlos Velasco Carballo) (زاده ۶ مارس ۱۹۷۱ - مادرید) داور اهل فوتبال اسپانیا است.
وی از سال ۲۰۰۴ میلادی در لا لیگا قضاوت می‌کند و از سال ۲۰۰۸ وارد لیست داوران فیفا شده‌است.
ولاسکو کاربایو فینال لیگ اروپا در سال ۲۰۱۱ که مابین باشگاه فوتبال پورتو و باشگاه فوتبال براگا در دوبلین را قضاوت کرده‌است.
او همچنین قضاوت دیدار تیم‌های ایران و بوسنی از دور سوم مرحله گروهی جام جهانی ۲۰۱۴ را نیز در کارنامه دارد.